# Почётный знак Литовской военной авиации «Стальные Крылья»
Почётный знак Литовской военной авиации «Стальные Крылья» (лит. Lietuvos karo aviacijos garbės ženklas «Plieno Sparnai») — ведомственная награда Литовской Республики. Учреждена в 1932 году. Вручается Министерством охраны края Литвы особо отличившимся лётчикам.

## Описание
Знак изготавливается из серебра 990 пробы и представляет собой изображение двух стальных крыльев со стилизованными треугольными заклёпками, с белым шестиконечным крестом, с чёрной и белой каймой, в центре.

## Награждения
С 1932 по 1940 год почётным знаком «Стальные Крылья» было награждено 135 человек в звании от старшего сержанта до генерала. В числе награждённых были не только литовские лётчики, но и лётчики ВВС Латвии, Италии, Франции, Чехословакии, а также американский лётчик литовского происхождения Феликсас Вайткус, совершивший в 1935 году трансатлантический перелёт по маршруту Нью-Йорк — Баллинроб на самолёте Lockheed L-5B Vega «Lithuanica II».
После восстановления независимости Литвы, был восстановлен и знак. Возобновились награждения. С 1993 по 2004 год знаком «Стальные Крылья» были награждены 12 военных лётчиков Литвы, Чехии, Дании и Эстонии. в звании от лейтенанта запаса до генерал-майора.